# Sydpolen
Sydpolen er navnet på den geografiske sydpol, som ligger på 90° sydlig bredde, og er det ene af de to punkter på Jordklodens overflade (den geografiske sydpol og nordpol), som Jorden roterer omkring.
Selvom den kaldes sydpolen, er den faktisk en magnetisk nordpol og derfor tiltrækker den en magnetnåls sydpol. På en magnet vil der altid være områder, hvor den magnetiske tiltrækning er størst. Disse områder kaldes for poler. En magnet har to poler, nemlig en nord- og en sydpol.

## Erobring og udforskning
Det første forsøg på at nå den geografiske sydpol var Discovery-ekspeditionen i årene 1901–04, som ledet af Robert Falcon Scott nåede 82° 16′ S, omkring 860 km fra Sydpolen. Ved Nimrod-ekspeditionen, der blev ledet af Ernest Shackleton i 1909, kom de første mennesker op på Antarktisplateauet, som Shackleton kaldte "Kong Edward 7. plateau". Da de indså at de manglede forsyninger til at nå polpunktet og komme levende tilbage, vendte ekspeditionen om på 88° 23' S, kun 97,5 nautiske mil eller 180,6 km fra polpunktet.
I det såkaldte kapløb om Sydpolen stod der i årene 1911–12 to udfordrere tilbage: Scott og Roald Amundsen og hans Fram-ekspedition. Begge grupper nåede polpunktet, men kun Amundsens team kom tilbage. Efter en færd på 55 dage nåede det norske mandskab frem til Sydpolen 14. december 1911. Amundsen kaldte lejren Polheim, og gav det omkringliggende plateau navn efter kong Haakon 7. Den første i verden til at sætte foden på Sydpolen, var Olav Bjaaland, som også fik Mount Bjaaland opkaldt efter sig.
Amundsens konkurrent Scott og hans gruppe nåede Sydpolen en måned senere, 17. januar 1912. På tilbageturen omkom Scott og hele hans mandskab på fire af sult og kulde.